# Matosinhos
Matosinhos là một huyện thuộc tỉnh Porto, Bồ Đào Nha. Huyện này có diện tích 62 km², dân số thời điểm năm 2001 là 167026 người.